# Просторно културно-историјске целине од великог значаја
Списак просторно културно-историјских целина од великог значаја на територији Републике Србије:
| НКД     | Назив                                                                       | Општина       | Насељено место и адреса |
| ------- | --------------------------------------------------------------------------- | ------------- | ----------------------- |
| ПКИЦ 2  | Стара Чаршија                                                               | Гроцка        | Гроцка                  |
| ПКИЦ 3  | Старо Градско језгро                                                        | Земун         | Земун                   |
| ПКИЦ 6  | Косанчићев венац                                                            | Стари град    | Београд                 |
| ПКИЦ 8  | Грчки шор                                                                   | Крушевац      | Крушевац                |
| ПКИЦ 9  | Пољана Лукаревина                                                           | Александровац | Дренча                  |
| ПКИЦ 12 | Старо градско језгро Неготина                                               | Неготин       | Неготин                 |
| ПКИЦ 15 | Старо градско језгро                                                        | Крагујевац    | Крагујевац              |
| ПКИЦ19  | Комплекс Годовик                                                            | Пожега        | Годовик                 |
| ПКИЦ 20 | Стара чаршија у Ивањици                                                     | Ивањица       | Ивањица                 |
| ПКИЦ 21 | Чајкино брдо                                                                | Врњачка Бања  | Врњачка Бања            |
| ПКИЦ 27 | Рурална целина са воденицама на Бистрици и Ваљавице на извору реке Бистрице | Петровац      | Бистрице                |
| ПКИЦ 33 | Баба-Златина улица                                                          | Врање         | Врање                   |
| ПКИЦ 41 | Горња и доња Тврђава с подграђем                                            | Нови Сад      | Петроварадин            |
| ПКИЦ 42 | Јодна бања                                                                  | Нови Сад      | Нови Сад                |
| ПКИЦ 43 | Гробље ван употребе                                                         | Нови Сад      | Нови Сад                |
| ПКИЦ 44 | Дворац Марцибањи-Карачоњи                                                   | Нови Сад      | Сремска Каменица        |
| ПКИЦ 45 | Синагога Нови Сад                                                           | Нови Сад      | Нови Сад                |
| ПКИЦ 46 | Спомен гробље бораца НОР-а у Новом Саду                                     | Нови Сад      | Нови Сад                |
| ПКИЦ 48 | Старо језгро Зрењанина                                                      | Зрењанин      | Зрењанин                |
| ПКИЦ 50 | Старо језгро Банатског Новог Села                                           | Панчево       | Ново Село               |
| ПКИЦ 51 | Старо језгро Бечеја - Трг „Погача”                                          | Бечеј         | Бечеј                   |
| ПКИЦ 53 | Градско језгро Суботице                                                     | Суботица      | Суботица                |
| ПКИЦ 54 | Етно парк у Купинову                                                        | Пећници       | Купиново                |
| ПКИЦ 55 | Житна Пијаца Сремска Митровица                                              | С. Митровица  | Сремска Митровица       |
| ПКИЦ 56 | Трг Светог Стефана Сремска Митровица                                        | С. Митровица  | Сремска Митровица       |
| ПКИЦ 57 | Старо језгро Ирига                                                          | Ириг          | Ириг                    |
| ПКИЦ 58 | Старо градско језгро Панчева                                                | Панчево       | Панчево                 |
| ПКИЦ 60 | Старо језгро Сомбора - „Венац”                                              | Сомбор        | Сомбор                  |

## Извор
- Републички завод за заштиту споменика културе Београд